# 5761 Andreivanov
5761 Andreivanov este un asteroid din centura principală de asteroizi.

## Descriere
5761 Andreivanov este un asteroid din centura principală de asteroizi. A fost descoperit pe 2 martie 1981 la Siding Spring de Schelte J. Bus. Asteroidul prezintă o orbită caracterizată de o semiaxă mare de 2,74 ua, o excentricitate de 0,35 și o înclinație de 9,2° în raport cu ecliptica.